# Ruslan Malinovskyi
Ruslan Malinovskyi (Zhytomyr, 4 de maio de 1993) é um futebolista ucraniano que joga de centrocampista no Genoa. Também representa a seleção de futebol de Ucrânia.

## Selecção nacional
Malinovskyi foi jogador sub-19 e sub-21 com a seleção ucraniana.
Estreio com a seleção de futebol de Ucrânia em 2015, ainda que até 2018 não se entrou habitualmente nas convocações da seleção.
Depois de sua explosão como jogador em 2018, e com o K. R. C. Genk, foi convocado com a seleção para jogar em une-a das Nações da UEFA 2018-19. 
O 10 de outubro de 2018 fez seu primeiro golo com a seleção, num partido amistoso em frente à seleção de futebol de Itália que acabou com empate a 1.
O 16 de outubro de 2018 marcou seu primeiro golo em une-a das Nações da UEFA. Fez o único golo do partido na vitória por 1-0 em frente à seleção de futebol da República Checa.